# 大鱗口孵非鯽
大鱗口孵非鯽，為輻鰭魚綱鱸形目隆頭魚亞目慈鯛科的其中一種，分布於非洲艾伯特湖、愛德華湖、喬治湖、Kivu河、Ruzizi河與坦干伊喀湖等流域，體長可達49公分，棲息在中底層水域，能容忍鹽度變化，成群活動，生活習性不明，可做為食用魚。